# Lejokus silvestris
Lejokus silvestris is een hooiwagen uit de familie Podoctidae.